# San Matroniano
Matroniano (... – V secolo) è stato un eremita vissuto nei pressi di Milano e considerato santo dalla Chiesa cattolica.

## Agiografia
Poco o nulla si sa di questo Matroniano che la tradizione considera un eremita e un contemporaneo di sant'Ambrogio. Secondo la tradizione medievale, raccolta da Galvano Fiamma nel suo Chronicon maius (prima metà del XIV secolo), Guglielmo de' Boccardi, prima di partire per una battuta di caccia, chiese e ottenne la benedizione di sant'Ambrogio, che gli avrebbe domandato le primizie della caccia. Durante il percorso, a un certo punto i cani si fermarono abbaiando e non vollero proseguire. 
Fu deciso di scavare in quel punto, e fu trovato il corpo di un uomo, insieme a documenti che riportavano il suo nome, Matroniano, e altri particolari della sua vita, tra l'altro la sua condizione di eremita. Mentre Guglielmo rientrava a Milano, sant'Ambrogio, preavvisato da messaggeri, mosse incontro al cacciatore insieme al clero e al popolo. Il corteo, con il corpo dell'eremita su di una lettiga, entrò in città da porta Romana ma, nei pressi della Basilica di San Nazaro in Brolo, la lettiga divenne inamovibile. Il fatto fu interpretato come un segno divino, e sant'Ambrogio fece seppellire Matroniano nella basilica stessa.

## Culto
Il culto di san Matroniano è attestato a Milano già nell'VIII secolo. La sua festa è riportata nel Martirologio Romano al 14 dicembre.